# Analyse réelle
L'analyse réelle est la branche de l'analyse qui étudie les ensembles de réels et les fonctions de variables réelles. Elle étudie des concepts comme les suites et leurs limites, la continuité, la dérivation, l'intégration et les suites de fonctions.

## Concepts
La présentation de l'analyse réelle dans les ouvrages avancés commence habituellement avec des démonstrations simples de résultats de la théorie naïve des ensembles, une définition claire de la notion de fonction, une introduction aux entiers naturels et la démonstration importante du raisonnement par récurrence.
Ensuite, les nombres réels sont ou introduits par des axiomes, ou construits à partir de suites de nombres rationnels. Des conséquences importantes s'en déduisent, comme les propriétés de la valeur absolue, l'inégalité triangulaire ou l'inégalité de Bernoulli.

### Convergence
Le concept de convergence, central à l'analyse, est introduit via les limites de suites. Plusieurs lois qui gouvernent le procédé de calcul de limite peuvent être établies, et différentes limites peuvent être calculées. Les séries, qui sont des suites particulières, sont aussi étudiées en analyse. Les séries entières servent à définir proprement plusieurs fonctions importantes, telles que la fonction exponentielle et les fonctions trigonométriques. Divers types importants de sous-ensembles de nombres réels, tels que les ensembles ouverts, les ensembles fermés, les ensembles compacts et leurs propriétés sont introduits.

### Continuité
Le concept de continuité peut ensuite être défini à partir des limites, les propriétés d'algèbre des limites s'en déduisent ; la somme, le produit, la composée et le quotient de fonctions continues sont continues, et le théorème important des valeurs intermédiaires est démontré.

### Dérivation et intégration
La notion de dérivée peut être définie comme une limite d'un taux de variation, et les règles de calcul d'une dérivée peuvent être démontrées rigoureusement.
Un théorème central est le théorème des accroissements finis.
Nous pouvons aussi faire de l'intégration (de Riemann et de Lebesgue) et démontrer le théorème fondamental de l'analyse.

### Notions plus avancées
À ce point, il est utile d'étudier les notions de continuité et de convergence dans un cadre plus abstrait, dans le but de considérer des espaces de fonctions. Ceci est traité dans des espaces topologiques ou dans des espaces métriques. Les concepts d'espace compact, complet, connexe, séparable et d'application uniformément continue, lipschitzienne, contractante, sont définis et étudiés.
Nous pouvons considérer des limites de fonctions et tenter de changer l'ordre des intégrales, des dérivées et des limites. La notion de convergence uniforme est importante dans ce contexte. Pour cela, il est utile d'avoir des connaissances rudimentaires sur les espaces vectoriels normés et les produits scalaires. Enfin les séries de Taylor peuvent aussi être abordées.